# Marcia su Roma (film)
Marcia su Roma è un film del 2022 diretto da Mark Cousins.

## Trama
Raffigura l'ascesa del fascismo in Italia e le sue ricadute nell'Europa degli anni '30.

## Riconoscimenti
- 2022 - Chicago International Film Festival[3]
  - Miglior documentario a Mark Cousins
- 2022 - European Film Awards[4]
  - Candidatura per il miglior documentario a Mark Cousins
- 2022 - Festival del cinema di Stoccolma[5]
  - Candidatura per il miglior documentario a Mark Cousins
- 2022 - São Paulo International Film Festival[5]
  - Candidatura per il miglior documentario internazionale a Mark Cousins